# Фудзівара но Мітінаґа

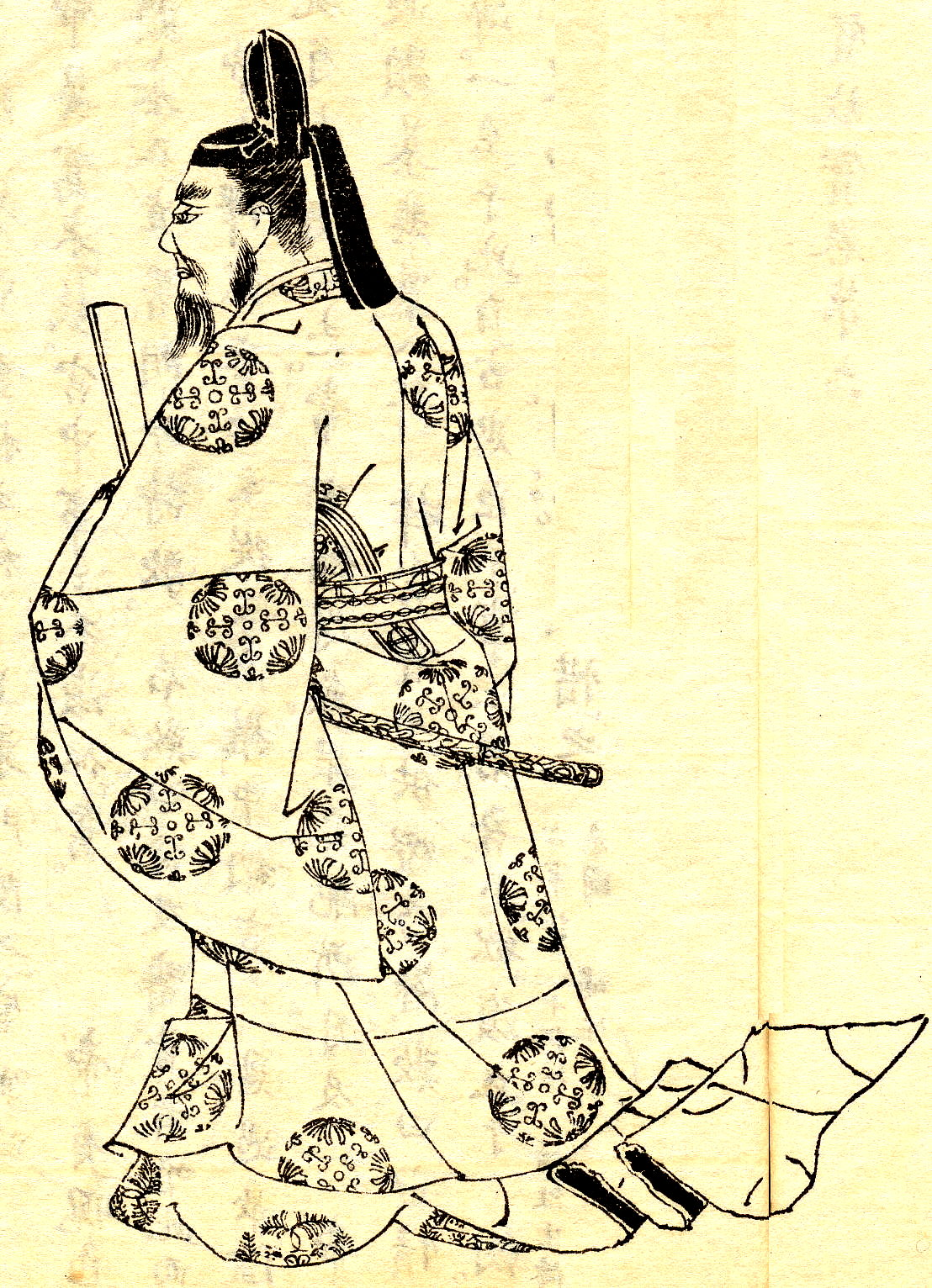
Фудзівара но Мітінаґа.

Фудзіва́ра но Мітіна́ґа (яп. 藤原道長, ふじわらのみちなが; 966—1027) — японський політичний діяч, аристократ середини періоду Хей'ан. П'ятий син Фудзівари но Канеїе, голова роду Фудзівара. Батько Фудзівари но Йоріміті.

## Короткі відомості
Фудзівара но Мітінаґа займав посади Імператорського регента сессьо (1016—1017) і Міністра великої політики (1017—1018) за правління Імператорів Ен'ю, Кадзана, Ітідзьо, Сандзьо і Ґо-Ітідзьо. Він мав прізвисько «Палацовий радник» (御堂関白, Мідо кампаку), хоча ніколи не займав посади Імператорського радника кампаку.
За урядування Фудзівара но Мітінаґа спромігся видати заміж своїх трьох доньок — Акіко, Кійоко та Такеко — за трьох Імператорів Ітідзьо, Сандзьо і Ґо-Ітідзьо. Породичавшись по материнській лінії з монаршим домом Японії, він сконцентрував усі важелі реальної влади у країні в своїх руках. Мітінаґа перетворився на фактичного диктатора Японії, завдяки чому забезпечив процвітання свого роду Фудзівара.
Наприкінці життя, у 1019 році Фудзівара но Мітінаґа прийняв чернечий постриг. Його коштом було споруджено буддистський монастир Ходзьодзі (法成寺) в столиці Хей'ан. 
Перед смертю Мітінаґа упорядкував щоденник «Записи палацового радника» (御堂関白記, Мідо кампаку-кі), цінне джерело з історії придворної аристократії Японії 10 — 11 століття, оскільки охоплює період з 998 до 1021 року.